# باتمز (موسیقی متن)
باتمز (موسیقی متن فیلم اصلی) (به انگلیسی: Bottoms (Original Motion Picture Score)) موسیقی متن فیلم منتشر شده در سال ۲۰۲۳ به‌همین نام و به‌کارگردانی اما سلیگمن می‌باشد.